# Urban Symphony
Urban Symphony je estonski glazbeni sastav osnovan 2007. godine. Sastav je predstavljao Estoniju na Eurosongu 2009. u Moskvi s pjesmom Rändajad.

## Povijest
Urban Symphony je osnovana 2007. godine u Tallinnu, Estonija kao šesteročlani glazbeni sastav. Glavni vokal grupe čini mlada estonska pjevačica Sandra Nurmsalu koja ujedno svira i violinu, dok ju na violi prati Mann Helstein, a na violončelima Johanna Mängel i Mari Möldre. Back-vokali skupine su iskusne estonske pjevačice Marilin Kongo i Mirjam Mesak. 
Mirjam Mesak je 2007. u Helsinkiju na Eurosongu bila back-vokal estonskoj predstavnici Gerli Padar, dok je Marilin Kongo sudjelovala na Eurolaulu 2006., estonskom natjecanju za Eurosong, i izborila 8. mjesto s pjesmom "Be 1st".
Na Eurolaulu 2009., Urban Symphony se prijavila s pjesmom Rändajad koju je napisao i uglazbio Sven Lõhmus. Nakon što su u prvom krugu finala izborili prvo mjesto, u dodatnom su krugu, gdje su glasove davali samo gledatelji, izborili 82% glasova i tako izabrani za estonskog predstavnika na Eurosongu 2009.
Na Eurosongu 2009. su dobili 18., pretposljednje, mjesto u drugom polufinalu i uspjeli su, po prvi put nakon uvođenja polufinala, uvesti Estoniju u finale Eurosonga koje se održalo 16. svibnja. U finalu su uspjeli izboriti izvrsno 6. mjesto s ukupno 129 bodova. 

## Članovi
- Sandra Nurmsalu (vokal i violina)
- Mann Helstein (viola)
- Johanna Mängel i Mari Möldre (violončelo)
- Marilin Kongo i Mirjam Mesak (pozadinski vokali)

## Diskografija

### Singlovi
| Godina | Singl           | Pozicija | Pozicija | Pozicija | Album |
| Godina | Singl           | EST      | SWE      | FIN      | Album |
| --- | --------------- | -------- | -------- | -------- | ----- |
| 2009. | "Rändajad"      | 3        | 14       | 10       | TBA   |
| 2009. | "Päikese poole" | —        | —        | —        | TBA   |
| 2010. | "Skorpion"      | —        | —        | —        | TBA   |
| "—" označava singlove koji su izdani, ali nisu završili na top ljestvicama ili one koji nisu uopće izdani |                 |          |          |          |       |

### Albumi
- TBA (2009.)